# Василий Соколовски
Васѝлий Данѝлович Соколо̀вски (на руски: Васѝлий Данѝлович Соколо̀вский) e съветски военачалник, маршал на Съветския съюз (3 юли 1946 г.). По времето на Втората световна война е началник-щаб на фронтовете, командвани от Жуков. Ключова фигура в съветското командване – като добър плановик и военен командир. След войната е известен като теоретик и автор на труда „Военна стратегия“. Член на КПСС от 1931 г.

## Биография
Соколовски е роден на 21 юли 1897 г., в село Козлики (в днешното Подляско войводство на Полша – тогава в Гродненска губерния, част от Руската империя). Първата му работа е като учител в селско училище, като в същото време участва в демонстрации и протести срещу царя.
Постъпва в Червената армия през февруари 1918 г. Започва редовно военно обучение на следващата година, но спешно е извикан обратно в армията, която се нуждае от попълнения. По времето на гражданската война се сражава на Източния, Южния и Кавказкия фронтове, командва рота, оглавява щаб на батальон, после е помощник-командир и командир на полк, старши-помощник на началник-щаба на стрелкова дивизия, командир на бригада и началник-щаб на 32-ра стрелкова дивизия. Завършва Военната академия на РККА през 1921 г. След това е временно изпълняващ длъжността началник на оперативен отдел, помощник-началник на оперативното управление на щаба на Туркестанския фронт, началник-щаб и командир на дивизия, главнокомандващ на групата войски във Ферганска, а после и в Самаркандска област. По време на схватка, близо до Самарканд, Василий Данилович е ранен. За успешното ръководство на войските в борбата с басмачеството и за лично мъжество, той е награден с орден „Червено знаме“.
След края на гражданската война, Соколовски е началник-щаб на дивизия в Московския военен окръг, после – началник-щаб на стрелкови корпус в Северокавказския и Беларуския военни окръзи. Завършва висши академични курсове – през 1928 г. От 1930 до 1935 г. е командир на стрелкова дивизия и заместник началник-щаб на Приволжкия военен окръг, от май 1935 г. е началник-щаб на Уралския, а от април 1938 г. – на Московския военен окръг. От февруари 1941 г., Василий Данилович е заместник-началник на Генералния щаб.
По време на Втората световна война Соколовски е началник-щаб на Западния фронт (юли 1941 – януари 1942 г., и май 1942 – февруари 1943 г.), началник-щаб на войските на Западното направление (юли – септември 1941 г. и февруари – май 1942 г.). Под ръководството на Соколовски, щабът на фронта (въпреки някои пропуски и грешки в работата) успява да проведе разузнаване, да организира инженерни работи – на предните рубежи и в дълбочина на отбраната, активно участва в планирането, подготовката и провеждането на Московската настъпателна операция през 1941 – 1942 г. и Ржевско-Вяземската операция през 1942 г. От февруари 1943 г., Василий Данилович е командващ на Западния фронт, чиито войски, във взаимодействие с други фронтове провеждат Орловската и Смоленската операции и участват в битката при Курск. От април 1944 г., когато фронта е разделен на две, той е началник-щаб на 1-ви Украински фронт, от април 1945 г. е заместник-главнокомандващ на 1-ви Беларуски фронт. На тези длъжности Соколовски допринася за планирането, подготовката и провеждането на Лвовско-Сандомирската, Висло-Одерската и Берлинската операции. По време на цялата война му е гласувано изключително доверие от страна на маршал Жуков.
За умело ръководство на бойните действия на войските, за лично мъжество и храброст, на 29 май 1945 г., на Соколовски е присвоено званието Герой на Съветския съюз (медал №6454).
След войната Василий Данилович е заместник-главнокомандващ, а от 3 юли 1946 г. – главнокомандващ на групата съветски окупационни войски и началник на съветската военна администрация в Германия. На същата дата е повишен в маршал на Съветския съюз. Едновременно с другите длъжности, Соколовски е и член на Контролния съвет (от страна на СССР) в Германия. От март 1949 г. е първи заместник-министър в Министерството на отбраната на СССР (а от февруари 1950 г. – военен министър). От юни 1952 г. до април 1960 г. е началник на Генералния щаб и първи заместник военен министър на СССР (от март 1953 г., този пост е преименуван на министър на отбраната). За обучението на войските, Соколовски широко използва големите си военни знания, огромния си боен и практически опит в командната и щабната работа, провежда огромна дейност по усъвършенстването на съветските въоръжени сили и по-нататъшното развитие на военната наука. От 1960 г. е в групата на генералните инспектори към Министерството на отбраната на СССР. Соколовски става широко известен на Запад с публикуването през 1962 г. на „Военна стратегия“ – труд, съдържащ редки детайли за съветското планиране за война, и по-специално – за ядрена война. Депутат във Върховния съвет на Съветския съюз – от 2-рото до 7-о събрание.
На поста генерален инспектор остава до смъртта си на 10 май 1968 г. Урната с праха му се съхранява в некропола на Кремълската стена.
Неговото име тогава е дадено на Новочеркаското висше военно командно червенознаменно училище, кораб на Министерството на рибното стопанство, а в град Гродно (Беларус) е сложен негов бюст. Понастоящем паметни плочи са сложени на бившето здание на щаба на Уралския военен окръг (в град Екатеринбург) и на къщата в Москва, където е живял Соколовски. С решение № 899 от 27 август 2004 г. на 60-а сесия на Смоленския градски съвет, посмъртно му е присвоено званието „Почетен гражданин на града-герой. Смоленск“.

## Награди
- Осем ордена „Ленин“
- Орден „Октомврийска революция“
- Два ордена „Червено знаме“
- Три ордена „Суворов“ – I степен
- Три ордена „Кутузов“ – I степен
- Други ордени и медали (в т.ч. и чуждестранни)
- Почетно оръжие

## Мемоари
- „Освобождение западных земель Украины“. Лвов. 1965 г.
- „Славный боевой путь“. Москва. 1966 г.
- „Великая битва под Москвой и ее историческое значение“. Москва. 1968 г.